# Green Anarchy
Green Anarchy était un magazine publié par un collectif d'Eugene dans l'Oregon. Le magazine se concentrait sur le primitivisme, l'écologie radicale, la résistance anarchiste, la résistance indigène, la libération de la terre et de l'animal, l'anticapitalisme et il soutient des prisonniers politiques. Il était diffusé à huit ou neuf milliers d'exemplaires suivant les numéros. Le titre du magazine, Green Anarchy (en français « Anarchie verte ») est complété par un sous-titre, The Anti-Civilization Journal of Theory and Action (en français « Le journal anti-civilisationnel de théorie et d'action »).
Selon le site Internet de la publication, Green Anarchy est créé durant l'été 2000 par l'un des fondateurs[Qui ?] de Green Anarchist, une « publication britannique similaire, bien que plus rudimentaire », et « a commencé comme une introduction didactique aux idées de l'éco-anarchisme et de l'écologisme radical, mais après une année de succès limité, les membres du collectif actuel ont repris le projet avec une nouvelle orientation enthousiasmante[réf. nécessaire]. »
L'auteur John Zerzan était actuellement l'un des rédacteurs de la publication.